# Фільм про вампірів
Фільми про вампірів початково були піджанром фільмів жахів, де як основна ворожа людям сила фігурували безсмертні істоти, які потребують людської крові. Проте з часом з'явилися фантастичні фільми, бойовики, трилери, вестерни і навіть комедії (зазвичай чорні), де дійовими особами є вампіри. Крім розширення жанрів змінилося і сприйняття самих вампірів — якщо раніше вони вважалися надприродними істотами, то в ряді сучасних фільмів упір робиться на те, що вампіри — це колишні люди, змінені вірусами або магією, або паралельна гілка еволюції.

## Історія
Першим фільмом, де фігурують вампіри, є трихвилинний «Замок диявола» 1896 року режисера Жоржа Мельєса.
Першою кінокартиною, яка збереглася повністю, і в якій безпосередню участь бере вампір, є фільм 1922 року «Носферату. Симфонія жаху» Фрідріха Вільгельма Мурнау за мотивами роману Брема Стокера «Дракула», де о'бєднав міфи і вірування народів Східної Європи і літературну основу. Мурнау візуалізував людські страхи і їх природу, використовуючи образ вампіра як метафору і своєрідний символ «темної» природи людини. Мурнау змінив імена, місце дії і, деякою мірою, сюжет фільму. Однак це не допомогло і вдова Брема Стокера Флоренс Стокер звинуватила кіностудію Prana Film GmbH в плагіаті і виграла судовий процес. Згідно з рішенням суду, всі існуючі копії кінофільму повинні були бути знищені, але в 1930-х роках з'явилися піратські копії фільму, які й дозволили відтворити і зберегти фільм.
На початку 30-х років темою вампіризму зайнявся відомий американський режисер Тод Браунінг. Його перша стрічка про вампірів «Лондон після півночі», була втрачена, до нас дійшли лише невеликі фрагменти. Другий його фільм «Дракула» є екранізацією однойменного роману Брема Стокера. Ця робота Браунінга вважається канонічним фільмом про вампірів. Роль Дракули зіграв угорський актор Бела Лугоши. Саме в стрічці Браунінга вперше був представлений той образ вампіра, якої сьогодні вважається класичним. Режисер відійшов від сприйняття вампіра як чудовиська, вампір представлений як істота, швидше, близька людині. Крім того, в образі Дракули з'являється еротичний компонент. Темна сутність вампіра асоціювалася з його нічною активністю, а ніч традиційно сприймалася як щось пов'язане з сексуальністю людини.
Після фільмів Браунінга режисери перейшли від хоррору до пародійних фільмів жахів, поєднуючи історію Дракули з історією Франкенштейна. На цій хвилі в історію кінематографа прийшов новий жанр — «треш». В основному це були дешеві, погано зняті фільми з кустарними декораціями, що перетворювало фільм жахів у комедію. Хоча родоначальником цього напрямку вважається Ед Вуд, який мало працював з темою вампірів, історія треш-кіно йде від більш ранніх фільмів-попередників, таких як «Дочка Дракули», «Будинок Франкенштейна», «Будинок Дракули».
У 1970-ті, коли фестивальне та авторське кіно однозначно відділяється від масової культури, фільми про вампірів стали жанром, який балансує між ними. Цей напрямок в кіно залишався відносно незалежною явищем, неприв'язаним ні до мейнстріму, ні до артхаусу, ні до фільмів жахів.
Наприкінці 1980-1990-х образ вампіра в кіно більш олюднюється. Характери вампірів подібні до людських, у них є свої закони, традиції і навіть подоба моралі. Вони представлені не як одинаки, вампіри існують як спільнота, соціальні зв'язки якої визначаються біологією вампірів як виду. Вампіри часом були показані як чутливі і тонкі натури. Саме це трактування справило найбільш сильний вплив на формування образу вампіра у масовій культурі 90-х і початку XXI століття, він став більш людяним і романтичним, що дозволило визначити цільову аудиторію, яка включала підлітків і молодих дівчат.
У зв'язку з комерціалізацією кіновиробництва образ вампіра і вампірська естетика в 90-х широко використовуються на телебаченні. Популярний серіал «Баффі-винищувачка вампірів» (1997—2003) приніс у кінематограф образ позитивного метросексуального вампіра.
Сприйняття вампіра у фантастичних фільмах часто залежить від того, чи сюжет будується на протистоянні людей і вампірів як різних істот — тоді останні сприймаються як чудовиська, чи протистояння засноване на ідейних переконаннях, — тоді вампір сприймається як особистість. В останньому випадку сюжет може бути заснований на ситуації, коли люди об'єднуються з вампірами для боротьби зі спільним ворогом, коли б'ються різні клани вампірів або ж коли сюжет фільму побудований на війні вампірів з іншими фантастичними істотами. Вампір може розглядатися як «надбудова» до людини, яка дає фізичну перевагу над іншими людьми.

## Дракула
Граф Дракула — один з найбільш відомих вампірів світу кіно та художньої літератури. Цього персонажа вигадав ірландський письменник Брем Стокер. Ім'я запозичене від прізвиська Влада Цепеша, який жив в реальній Трансільванії у XV столітті. І хоча той Дракула не був кровопивцею у буквальному значенні цього слова, він здобув собі сумнівну славу як кривавий тиран. Але, незважаючи на образ графа Дракули, спотворений романістом Бремом Стокером, далеко не всі вампіри встають із трун і перетворюються в кажанів, щоб перелітати з місця на місце (імовірно, форма кажана — винахід самого Стокера. До нього, за фольклором різних народів, вампіри перетворювалися в яких завгодно тварин, але тільки не в кажанів).
Загальне число фільмів про Дракулу перевищує сотню, що робить його одним з найбільш часто зображуваних персонажів у фільмах жахів. До Дракули близький за популярністю і його антагоніст — професор Ван Хельсінг. Спроби знімати фільми про вампірів були і до Дракули, але саме поява на екрані цього персонажа сприяло популяризації жанру.

## Вампіри в аніме та мультфільмах
В японському фольклорі не існувало вампіра в розумінні, притаманному Європі чи Індії. Тому образ вампіра в аніме зазвичай є типово європейським, навіть гіперболізованим.
- Кров: Останній вампір (2000)
- Ді: Мисливець на вампірів (1985)
  - Ді: Жага крові (2000)
- Dance in the Vampire Bund (2010)
- Hellsing(2002)
  - Hellsing Ultimate  (2006) — ремейк з продовженням.
- Rosario+Vampire (2008)
  - Rosario+Vampire Capu2 (2008) — другий сезон
- Кров Триєдності (2005)
- Кров+ (2005—2006) — аніме-серіал за мотивами повнометражного аніме фільму «Blood: The Last Vampire»
- Братство чорної крові (2006)
- Vampire Knight (2008)
  - Twilight ( Сутінки ) (2008)
  - Vampire Knight Guilty (2008) — другий сезон
- Nightwalker: Midnight Detective
- Карін (2005) — за мангою "Маленький вампір " (Chibi vampire)
- Шикі/Мертвий демон (2010)
- Школа вампірів (2006)
- Час пригод з Фіном і Джейком (2010)

## Серіали про вампірів
Найбільш відомі серіали про вампірів:
- Дракула: Серіал (1990—1991)
- Нежить / Сучасні вампіри (1998)
- Баффі — переможниця вампірів (1997—2003)
- Ангел (1999—2004)
- Надприродне (2005—2020)
- Молодий Дракула (2006—2008)
- Бути людиною (Велика Британія, 2008—2013)
- Наїзник у масці Ківа (2008—2009)
- Щоденники вампіра (2009—2017)
- Справжня кров (2008—2014)
- Долина Смерті (2011)
- Бути людиною (США, 2011—2014)
- Дракула (2013—2014)
- Гемлокова Штольня (2013—2015)
- Первородні (2013—2018)
- Від заходу до світанку (2014—2016)
- Сутінкові мисливці (2016—2019)
- Проповідник (2016—2019)
- Міднайт, Техас (2017—2018)
- Відкриття відьом (2018—2022)
- Вампірські війни (2019)
- Переродження (2019)
- Чим ми займаємося в тінях (з 2019)
- Перше вбивство (2022)
- Академія вампірів (з 2022)
- Впусти мене (з 2022)

## Найвидатніші фільм (BFI)
На початку листопада 2022 року Британський інститут кінематографії за результатами опитування кінокритиків та режисерів опублікував список найвидатніших фільмів про вампірів.
| Роки | Фільми                                 | Режисери                        |
| ---- | -------------------------------------- | ------------------------------- |
| 1921 | Носферату. Симфонія жаху               | Фрідріх Вільгельм Мурнау        |
| 1932 | Вампір                                 | Карл Теодор Дреєр               |
| 1958 | Дракула                                | Terence Fisher                  |
| 1971 | Daughters of Darkness                  | Harry Kümel                     |
| 1973 | Ganja & Hess                           | Bill Gunn                       |
| 1976 | Мартін                                 | Джордж Ромеро                   |
| 1979 | Носферату — привид ночі                | Вернер Герцог                   |
| 1987 | Near Dark                              | Кетрін Біґелоу                  |
| 2014 | Що ми робимо у тінях                   | Тайка Вайтіті / Джемейн Клемент |
| 2014 | Дівчина повертається сама вночі додому | Ana Lily Amirpour               |